# Jacques de la Mothe
Jacques de la Mothe (16 octobre 1516 à Courdemanche en France - 1599) est le fondateur du collège de Courdemanche.

## Biographie
Jacques de la Mothe est né d'une famille de pauvres cultivateurs.
Un jour où une caravane de marchands passe, il se joint à elle avec le consentement de ses parents et part à l'aventure. Puis il s'attache à un seigneur, proche de François Ier, qui le fait paraître à la cour. Dès lors, le roi le prend à son service d'abord comme valet puis comme secrétaire et notaire. En récompense de ses services, Francois Ier lui accorde la terre de Beauregard (à Courdemanche) dont il devient seigneur.
Par la suite, il sert consécutivement Henri II, François II, Charles IX et Henri III dont il est le barbier et qui lui attribuera les titres d'abbé de Saint-Prix-lès-Saint-Quentin, de chanoine de l'église de Paris, chanoine de Notre-Dame de Chartres et prieur de Loudon (Parigné-l'Évêque) de Beaulieu (près de Chartres).
Il fonda des écoles à Château-du-Loir, à L'Homme et à Parigné-l'Évêque en 1594 ainsi qu'un collège à Courdemanche, largement doté. Il a fondé à Paris une bourse pour un moine de Saint-Prix, qui voudrait y étudier.